# Andreé González
Andreé Aníbal González Frustacci (San Cristóbal, Venezuela, 30 de junio de 1975) es un exfutbolista y entrenador venezolano que actualmente dirige a Los Halcones de la Segunda División B Nacional de Uruguay. Jugaba como centrocampista y su último equipo fue el Zulia Fútbol Club de la Primera División de Venezuela.
Militó en diversos clubes de Venezuela, Uruguay y España. También fue internacional con la selección de Venezuela, donde jugó 17 partidos. Además, fue parte de la selección venezolana, que participó en la Copa América 2004, que se disputó en Perú. 

## Trayectoria
González nació en San Cristóbal, Venezuela, mientras su padre Gervasio Washington González defendía los colores del Deportivo San Cristóbal —hoy Deportivo Táchira—. Con dos años y medio su familia regresó a Uruguay.
Gónzalez debutó con Venezuela bajo las órdenes del argentino José Omar Pastoriza en 1999, pero con quien más vio minutos fue con el técnico Richard Páez. Fue precisamente con Páez que Gónzalez fue partícipe en la histórica victoria 3-0 sobre Uruguay en el partido de eliminatoria para la Copa Mundial de 2006 en el estadio Centenario.

## Clubes
| Club                     | País      | Año         |
| ------------------------ | --------- | ----------- |
| Peñarol                  | Uruguay   | 1993 - 1996 |
| Liverpool                | Uruguay   | 1997        |
| Peñarol                  | Uruguay   | 1998        |
| Caracas                  | Venezuela | 1999        |
| Liverpool                | Uruguay   | 1999        |
| Recreativo de Huelva     | España    | 2000        |
| Peñarol                  | Uruguay   | 2000        |
| Fénix                    | Uruguay   | 2001 - 2003 |
| Defensor Sporting        | Uruguay   | 2004        |
| Unión Atlético Maracaibo | Venezuela | 2005 - 2007 |
| Estudiantes de Mérida    | Venezuela | 2007        |
| River Plate              | Uruguay   | 2008        |
| Monagas                  | Venezuela | 2008        |
| Durazno                  | Uruguay   | 2009        |
| Cerrito                  | Uruguay   | 2009 - 2010 |
| Zulia                    | Venezuela | 2010        |